# Episodi di Wandin Valley (prima stagione)
La prima stagione della serie televisiva Wandin Valley è stata trasmessa in anteprima in Australia dalla Seven Network tra il 18 novembre 1981 e il 31 dicembre 1981.
| nº | Titolo originale                    | Titolo italiano | Prima TV Australia | Prima TV Italia |
| -- | ----------------------------------- | --------------- | ------------------ | --------------- |
| 1  | In General Practice (Part 1)        |                 | 18 novembre 1981   |                 |
| 2  | In General Practice (Part 2)        |                 | 19 novembre 1981   |                 |
| 3  | Town Tragedy (Part 1)               |                 | 25 novembre 1981   |                 |
| 4  | Town Tragedy (Part 2)               |                 | 26 novembre 1981   |                 |
| 5  | The Itinerants (Part 1)             |                 | 2 dicembre 1981    |                 |
| 6  | The Itinerants (Part 2)             |                 | 3 dicembre 1981    |                 |
| 7  | They Shoot Cows Don't They (Part 1) |                 | 9 dicembre 1981    |                 |
| 8  | They Shoot Cows Don't They (Part 2) |                 | 10 dicembre 1981   |                 |
| 9  | Coming Home (Part 1)                |                 | 16 dicembre 1981   |                 |
| 10 | Coming Home (Part 2)                |                 | 17 dicembre 1981   |                 |
| 11 | Secrets (Part 1)                    |                 | 23 dicembre 1981   |                 |
| 12 | Secrets (Part 2)                    |                 | 24 dicembre 1981   |                 |
| 13 | Alternatives (Part 1)               |                 | 30 dicembre 1981   |                 |
| 14 | Alternatives (Part 2)               |                 | 31 dicembre 1981   |                 |